# هنرهای رزمی تفنگداران دریایی ایالات متحده
برنامهٔ هنرهای رزمی سپاه تفنگداران دریایی (MCMAP؛ مخفف Marine Corps Martial Arts Program) یک سیستم مبارزه رزمی است که توسط سپاه تفنگداران دریایی ایالات متحده برای ترکیب تکنیک‌های موجود و جدید مبارزه تن به تن ایجاد شده است. این برنامه که از سال ۲۰۰۱ آغاز شد، به تفنگداران دریایی (و پرسنل نیروی دریایی ایالات متحده وابسته به واحدهای تفنگداران دریایی) شیوه مبارزه را در نبردهای غیرمسلح و مسلح آموزش می‌دهد.
برنامهٔ هنرهای رزمی سپاه تفنگداران دریایی علاوه بر آمادگی جسمانی، بر استفاده مسئولانه از قدرت، توانایی‌های رهبری و کار تیمی تأکید می‌کند.

## ساختار

کمربندهای برنامهٔ هنرهای رزمی سپاه تفنگداران دریایی

این برنامه از یک سیستم کمربندهای رنگی مشابه با اکثر هنرهای رزمی استفاده می‌کند. سطوح مختلف کمربندها به شرح زیر است:
- کمربند سبزه (قهوه ای مایل به زرد): پایین‌ترین درجه کمربندها است که نیازمند ۲۷٫۵ ساعت آموزش سطح ابتدایی است. افراد این کمربند را پس از اتمام یک آزمون دریافت می‌کنند. در این، افراد مباحث ابتدایی همچون مشت، لگد، گرفتن گارد، استفاده مقدماتی از چاقو و … را فرا می‌گیرند.
- کمربند خاکستری: دومین کمربند است که پس از ۲۵ ساعت تمرین به دست می‌آید. صاحب این کمربند، درک متوسطی از مباحث آموزشی دارد. فرد در این سطح، مباحث کمربند قبلی را به صورت گسترده‌تری یادمی‌گیرد.
- کمربند سبز: سومین کمربند است که مثل کمبربند قبلی به ۲۵ ساعت تمرین نیاز دارد. این اولین سطح کمربند است که صاحب آن می‌تواند مربی شود و مباحث‌های کمربندهای برنزه، خاکستری و سبز را به همراه توانایی اعطای کمربند مربوطه آموزش دهد.
- کمربند قهوه ای: چهارمین سطح کمربند است که به ۳۳ ساعت تمرین نیاز دارد. تمرینات کمربند قهوه ای، فرد را با اصول پیشرفته هر مبحث آشنا می‌کند. علاوه بر این، این کمربند نیز مانند کمربند سبز، گواهینامه آموزشی را به شخص صاحب کمربند اعطا می‌کند؛ در این صورت فرد می‌تواند به تدریس مباحث کمربند قهوه ای بپردازد.
- کمربند مشکی: بالاترین درجه کمربند است و به ۴۰ ساعت آموزش تحت نظارت نیاز دارد. داشتن این کمربند، نشان‌دهنده دانش پیشرفته از کلیه مباحث آموزشی است و صاحب این کمربند، توانایی مبارزه با سلاح (گرم یا سرد) یا بدون سلاح را به صورت حرفه‌ای و پیشرفته دارد. صاحب کمربند مشکی می‌تواند اصول اولیه از برنزه تا کمربند مشکی را آموزش دهد و کمربند مناسب را اعطا کند. کمربند مشکی به ۶ درجه تقسیم شده است.[۱]

از آنجایی که کمربندها در کنار یونیفورم نظامی نیروی دریایی ایالات متحده آمریکا پوشیده می‌شوند، از طیف کامل رنگ‌ها همچون زرد، قرمز یا بنفش استفاده نمی‌شود. 

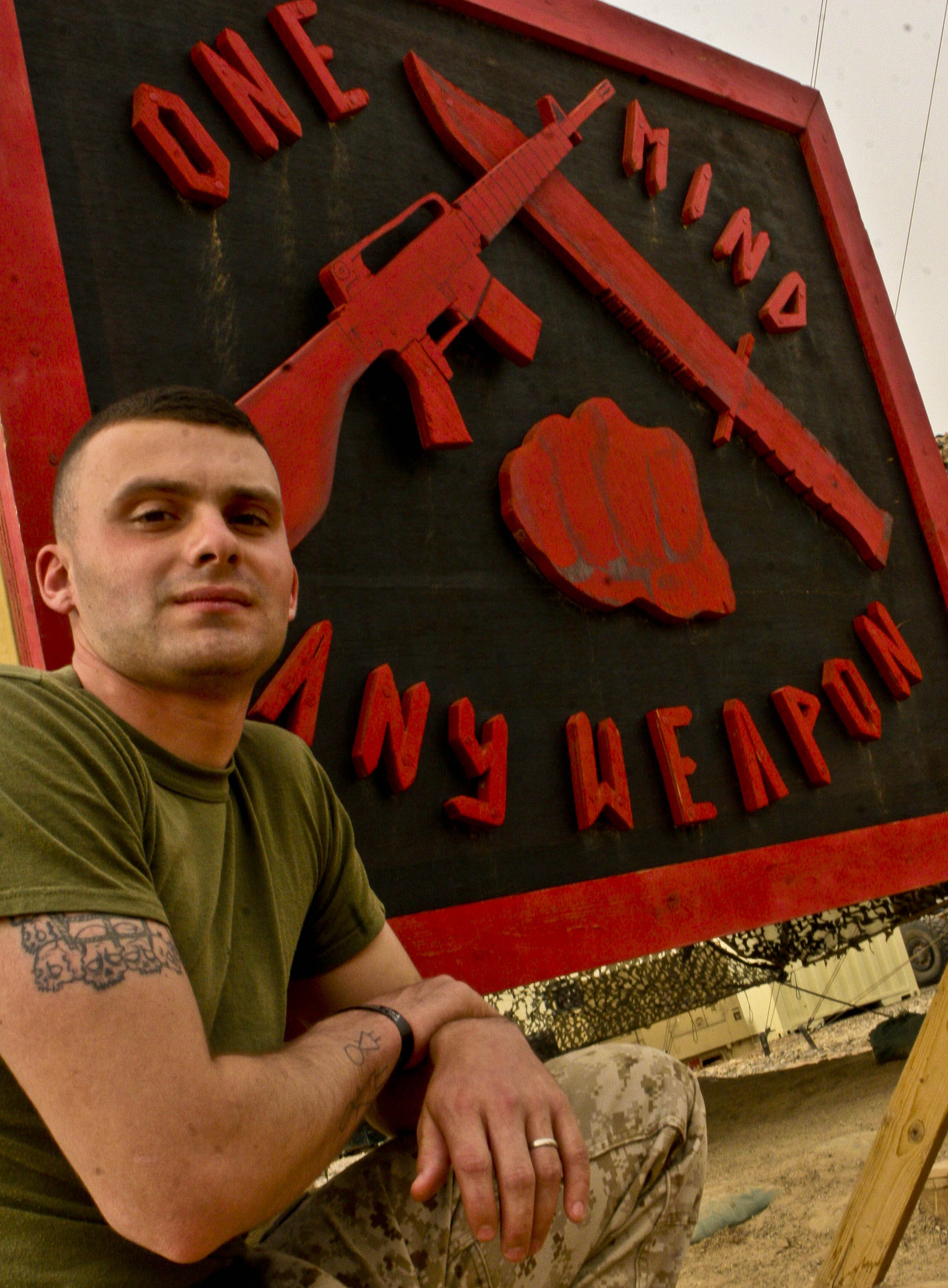
شعار «یک ذهن، هر سلاح» بر تقویت ذهنی و جسمانی تأکید دارد.

## مباحث
برنامهٔ هنرهای رزمی سپاه تفنگداران دریایی برای افزایش آمادگی رزمی و همچنین افزایش اعتماد به نفس و توانایی‌های رهبری تفنگداران دریایی ابداع شد. مباحث آموزشی این هنر رزمی، علاوه بر تقویت جسم، بر تقویت ذهن و شخصیت نیز تأکید دارند.

### تقویت ذهنی
در برنامهٔ هنرهای رزمی سپاه تفنگداران دریایی علاوه بر تدریس حرکات رزمی، مباحثی هم برای پی‌ریزی یک ذهن مبارز و رزمی به تفنگداران آموخته می‌شود. در طول فرایند برنامهٔ هنرهای رزمی سپاه تفنگداران دریایی، تفنگداران در گفت‌وگوهای نظامی شرکت می‌کنند و چیزهای مختلفی همچون نقل‌قول‌های نظامی، فرهنگ نظامی، مدیریت استراتژیک جنگ و … را مورد نقد و بررسی قرار می‌دهند.

### شخصیت‌سازی
هسته مباحث آموزشی برنامهٔ هنرهای رزمی سپاه تفنگداران دریایی است که ارزش‌ها، شرافت، شجاعت و احساس مسئولیت سنگ‌بنای آن هستند. برنامهٔ هنرهای رزمی سپاه تفنگداران دریایی تلاش می‌کند که شخصیت تفنگداران را بر اساس ارزش‌ها، اخلاقیات، صداقیت و توانایی‌های رهبری شکل دهد یا به عبارتی دیگر، تلاش می‌کند که «جنگجویان اخلاق‌مدار» پرورش دهد.

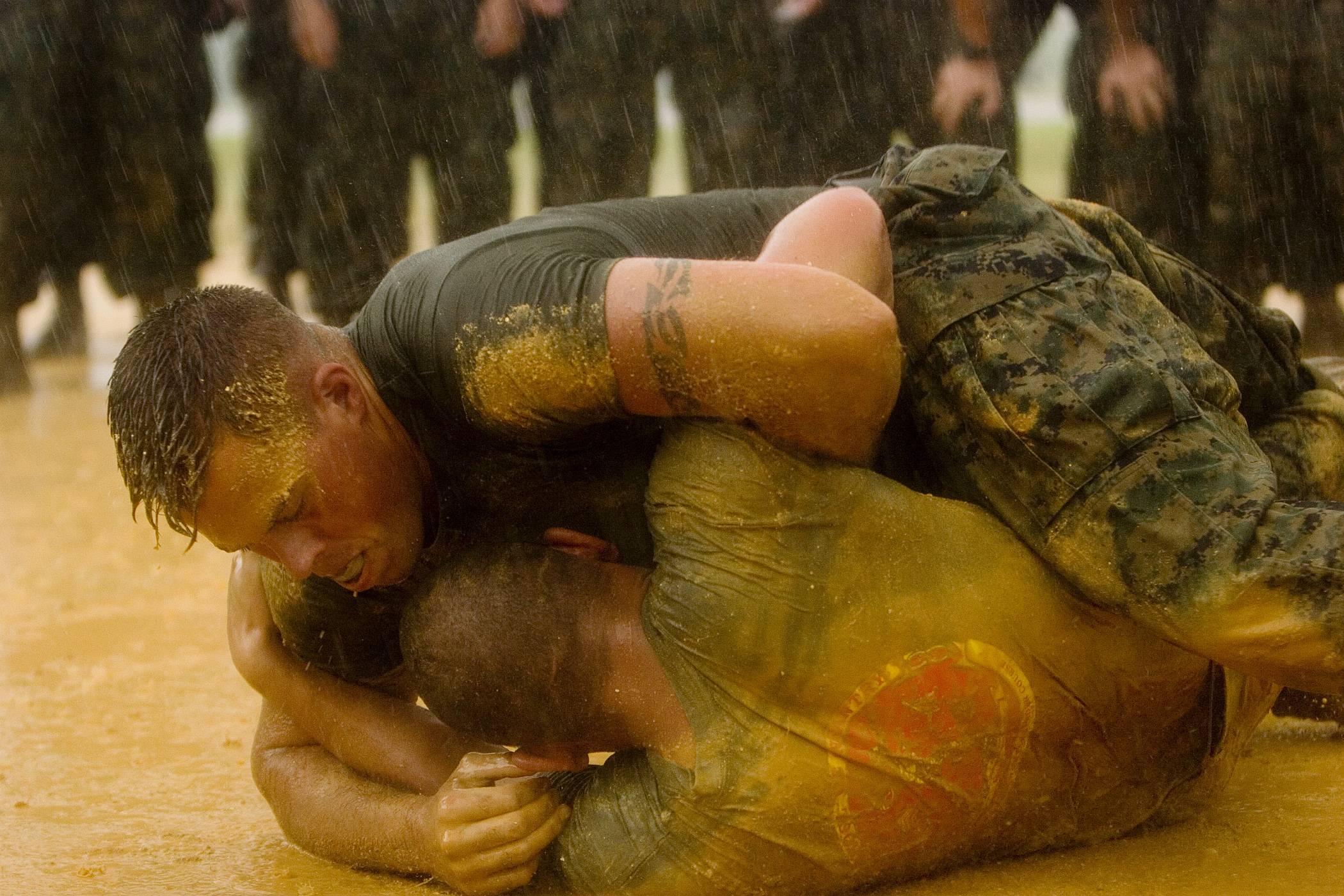
تفنگداران دریایی در حال تمرین در زیر باران

### آمادگی جسمانی
برنامهٔ هنرهای رزمی سپاه تفنگداران دریایی به همان میزان که روی تقویت فکر و تشکیل شخصیت اخلاق‌مدار تمرکز می‌کند، به آمادگی جسمانی و مهارت‌های رزمی نیز اهمیت می‌دهد.
تمرین‌های برنامهٔ هنرهای رزمی سپاه تفنگداران دریایی به صورت سخت‌گیرانه انجام می‌شوند تا محیط واقعی نبرد را شبیه‌سازی کنند. بسیاری از تمرین‌های برنامهٔ هنرهای رزمی سپاه تفنگداران دریایی در حالی که تفنگداران خسته هستند، انجام می‌شوند. علاوه بر این، اقدامات دیگری همچون تمرین در زیر باران یا قرارگیری در معرض اسپری فلفل نیز در راستای شبیه‌سازی محیط واقعی جنگ انجام می‌شوند.

## تکنیک‌ها
برنامهٔ هنرهای رزمی سپاه تفنگداران دریایی تلفیقی از رشته‌های رزمی مختلف است. برخی از این رشته‌ها عبارتند از: جوجیتسو برزیلی، کشتی، جودو، کاپویرا، سامبو، بوجینکان بودو تایجوتسو، بوکس، ساوات، کیک بوکسینگ، کاراته، موی تایلندی، تکواندو، کونگ فو، آیکیدو، هاپکیدو، اسکریما، سایوک کالی، جوجوتسو، کراو ماگا، اییدو، کندو و کوبودو.

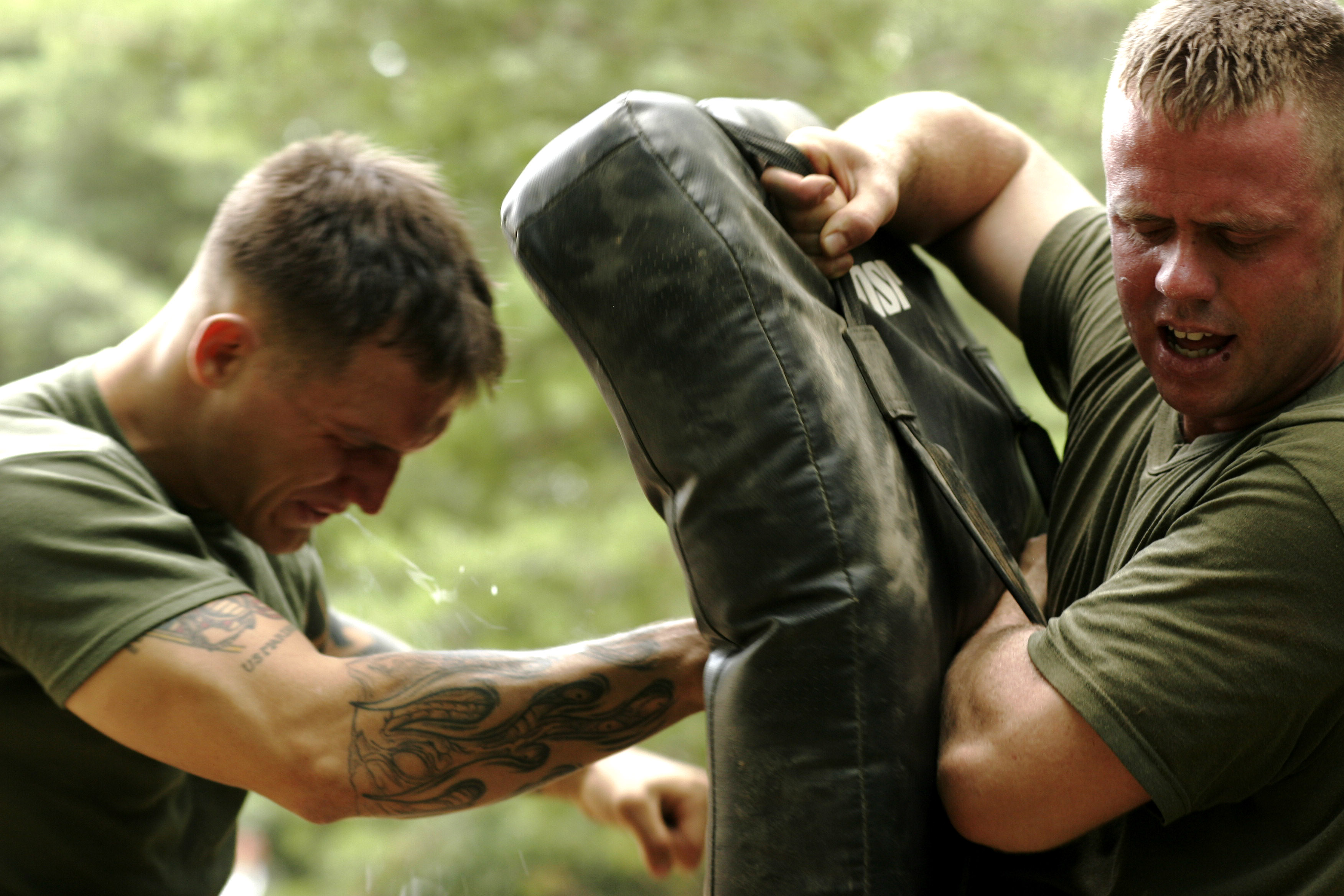
تمرینات تفنگداران دریایی ایالات متحده آمریکا پس از قرار گرفتن در معرض اسپری فلفل

تکنیک‌های رزمی مورد استفاده در برنامهٔ هنرهای رزمی سپاه تفنگداران دریایی از نظر درجه آسیب متفاوت است و به فرد این امکان را می‌دهد که مناسب‌ترین (معمولاً کم‌خطرترین) شیوه را به کار گیرد. به عنوان مثال، یک تفنگدار دریایی که با یک سوژه کم‌اهمیت روبرو می‌شود، می‌تواند از یک دفاع غیرمسلح استفاده کند تا با کمترین آسیب و درد، هدف را مهار کند. خطر یک سوژه تهاجمی‌تر را می‌توان با خفه کردن، نگه داشتن یا ضربه زدن خنثی کرد. ضربات کشنده را نیز می‌توان به عنوان آخرین راه حل استفاده کرد.